# غرايم موريسون
غرايم موريسون (بالإنجليزية: Graeme Morrison)‏ هو لاعب اتحاد الرغبي بريطاني، ولد في 17 أكتوبر 1982 في هونغ كونغ في الصين.

## وصلات خارجية
- غرايم موريسون عل موقع إسبنسكروم (الإنجليزية)
- غرايم موريسون على موقع ItsRugby.co.uk (الإنجليزية)